# دیو اوپامکانو
دیو چانسوله اسوالد اوپامکانو (فرانسوی: Dayot Upamecano‎؛ زادهٔ ۲۷ اکتبر ۱۹۹۸) بازیکن فوتبال اهل فرانسه است. وی در باشگاه فوتبال بایرن مونیخ در پست مدافع بازی می‌کند.
از باشگاه‌هایی که در آن بازی کرده است می‌توان به ردبول زالتسبورگ و لایپزیگ اشاره کرد.

## عملکرد باشگاهی

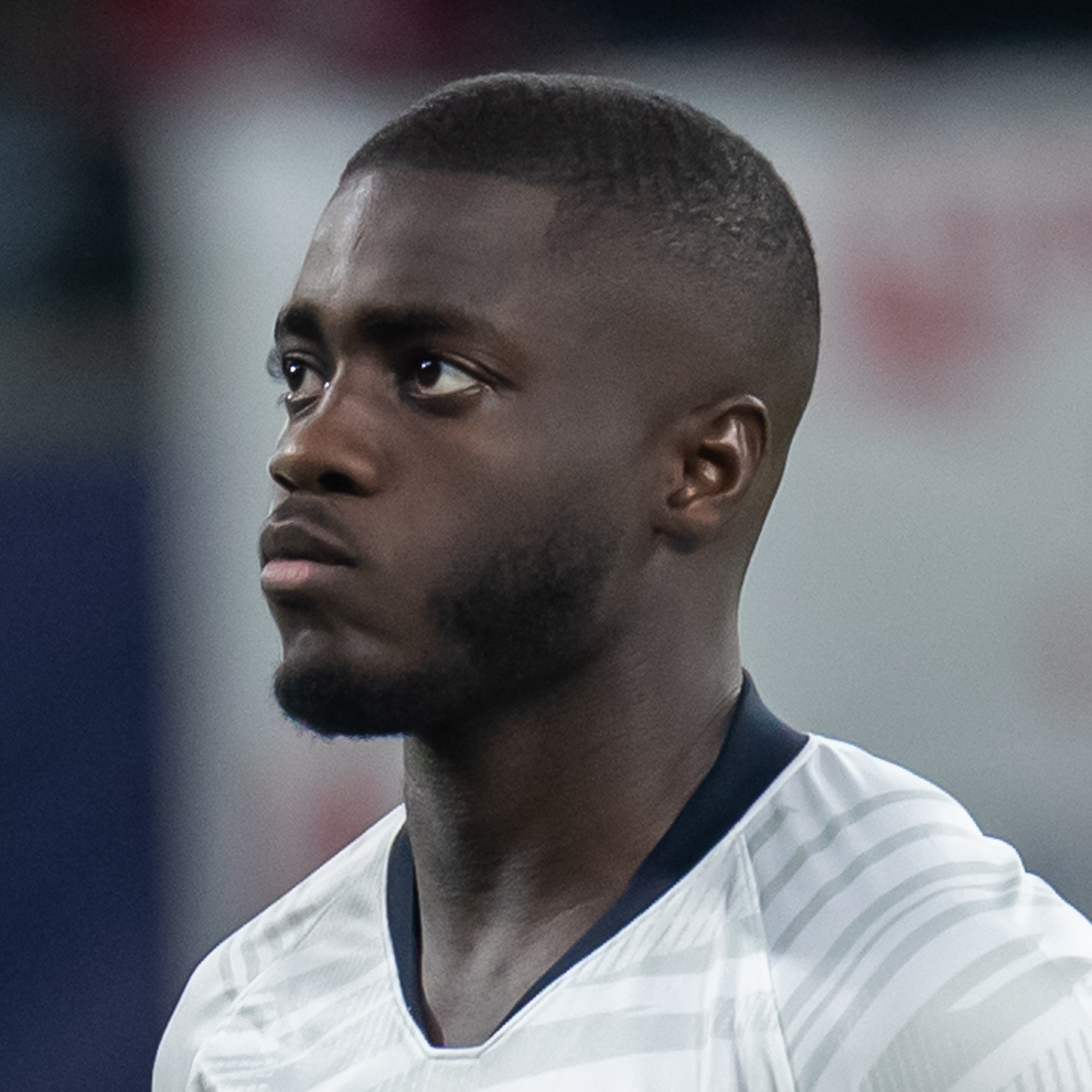
دیو چانسوله اسوالد اوپامکانو در سال ۲۰۲۰

اوپامکانو محصول تیم جوانان والنسینس است. وی پس از جلب توجه تعدادی از باشگاه‌های بزرگ اروپایی از جمله منچستر یونایتد، در ژوئیه سال ۲۰۱۵ با هزینه گزارش شده ۲٫۲ میلیون یورو به ردبول سالزبورگ پیوست. او در ۲۹ ژوئیه ۲۰۱۵ در بازی برگشت لیگ قهرمانان اروپا در بازی ردبول در برابر مالمو نیمکت نشین استفاده نشده استفاده نشده بود.
او دو روز بعد، در لیگ برتر اتریش ۲–۱ مقابل سنت پالتن، برای تیم دوم ردبول لیفرینگ، اولین بازی خود را انجام داد.
در تاریخ ۱۳ ژانویه ۲۰۱۷، اوپامکانو به قراردادی یک و نیم تا ۲ ساله به لایپزیگ پیوست و رقم این انتقال مبلغ ۱۰ میلیون یورو گزارش شد. در ۲ ژوئیه ۲۰۱۸، او برای دریافت جایزه پسر طلایی ۲۰۱۸ نامزد شد.

## عملکرد بین‌المللی
اوپامکانو در فرانسه متولد شد و از نژاد گینه بیسائو است. او برای تیم زیر ۱۶ سال فرانسه بازی کرد که فرانسه در جام اژه ۲۰۱۴ در رده سوم قرار گرفت. او در سه بازی از ۴ بازی کشورش بازی کرده و بهترین مدافع این رقابت‌ها معرفی شده است.
وی سپس برای تیم ملی زیر ۱۷ سال فرانسه به میدان رفت و اولین بازی خود را در مرحله مقدماتی مسابقات قهرمانی اروپا مقابل قبرس در ۲۷ اکتبر ۲۰۱۴ انجام داد. فرانسه در مسابقات قهرمانی زیر ۱۷ سال اروپا ۲۰۱۵ قهرمان شد، اوپامکانو در هر شش بازی کشورش بازی کرد و در تیم منتخب این مسابقات نامگذاری شد.
او در تاریخ ۴ سپتامبر ۲۰۱۵ اولین بازی خود را برای فرانسه زیر ۱۸ سال انجام داد که در یک بازی ۰–۰ دوستانه با ایالات متحده زیر ۱۸ سال بود.
وی واجد شرایط بازی برای گینه بیسائو، فرانسه و پرتغال است.

## افتخارات

### بین‌المللی

#### فرانسه
- مسابقات قهرمانی زیر ۱۷ سال اروپا:۲۰۱۵

### فردی
- تیم منتخب مسابقات قهرمانی زیر ۱۷سال اروپا ۲۰۱۵

باشگاهی:
بایرن
بندسلیگا ۲۰۲۱_۲۲